# 愛知県道400号豊橋豊川線

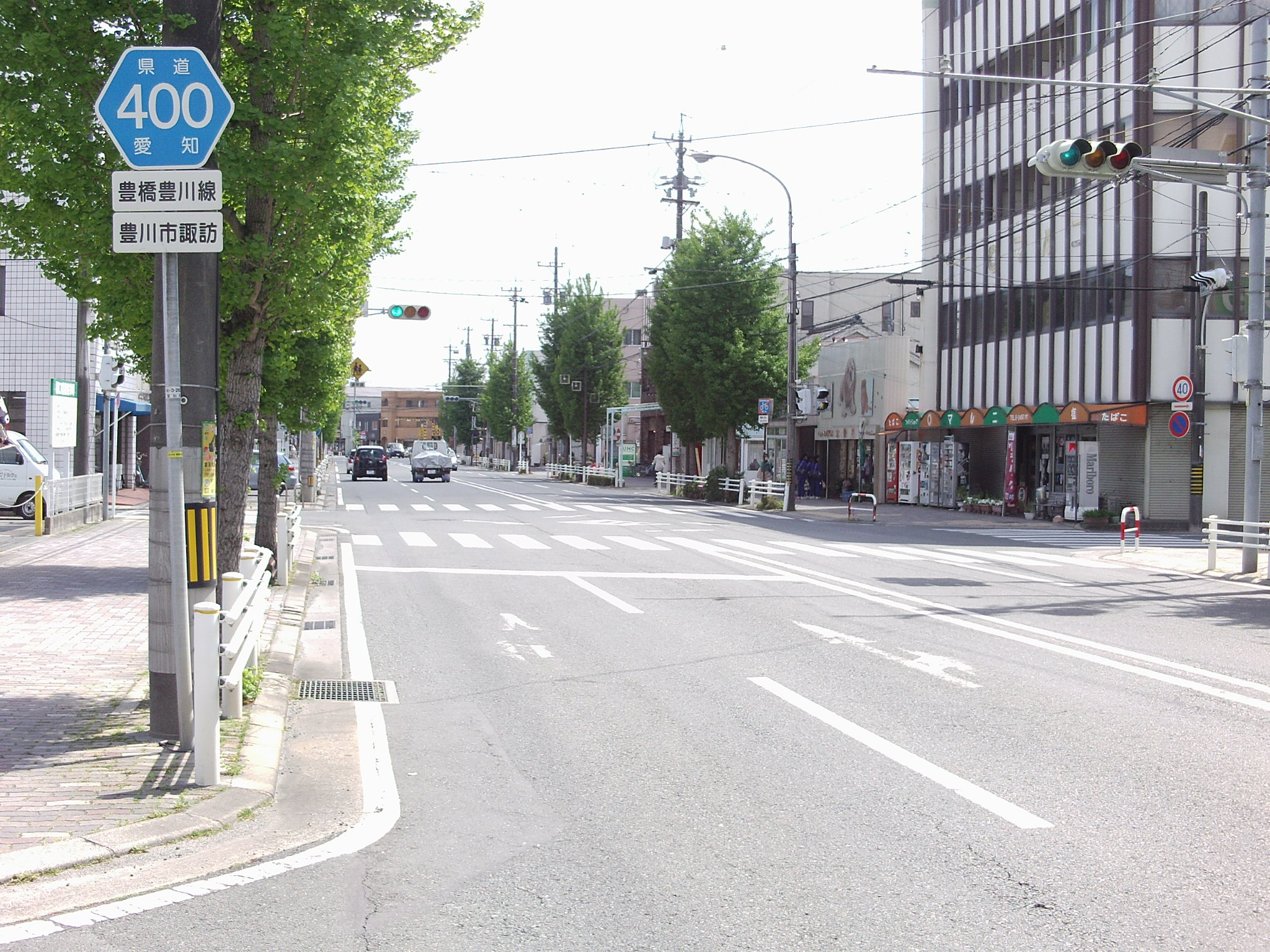
豊川側。この場所の西手にはプリオがある豊川市の市街地。画像奥の名鉄豊川線の踏切を南下すると南大通に連なる。

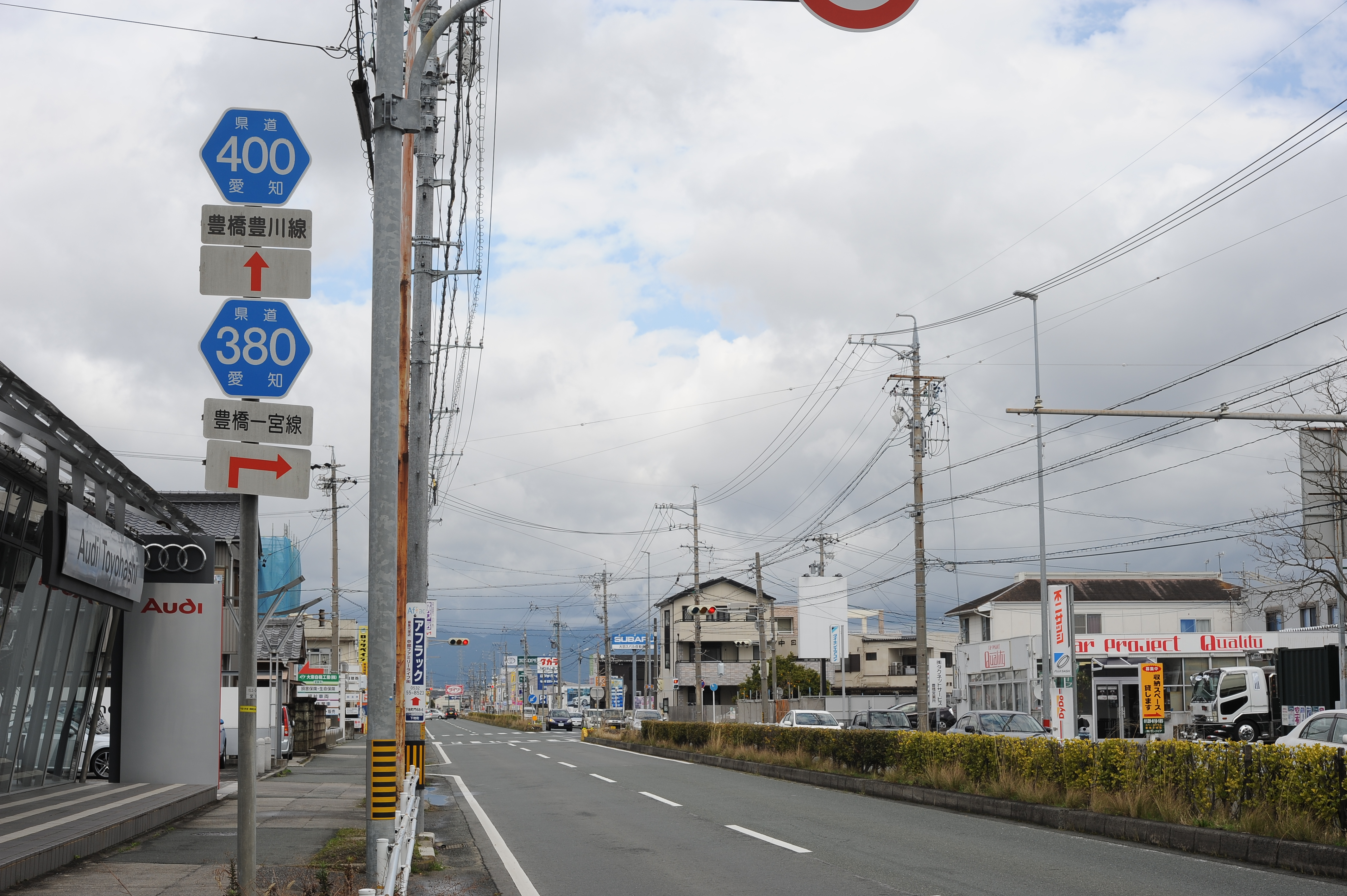
豊橋市下地町天神

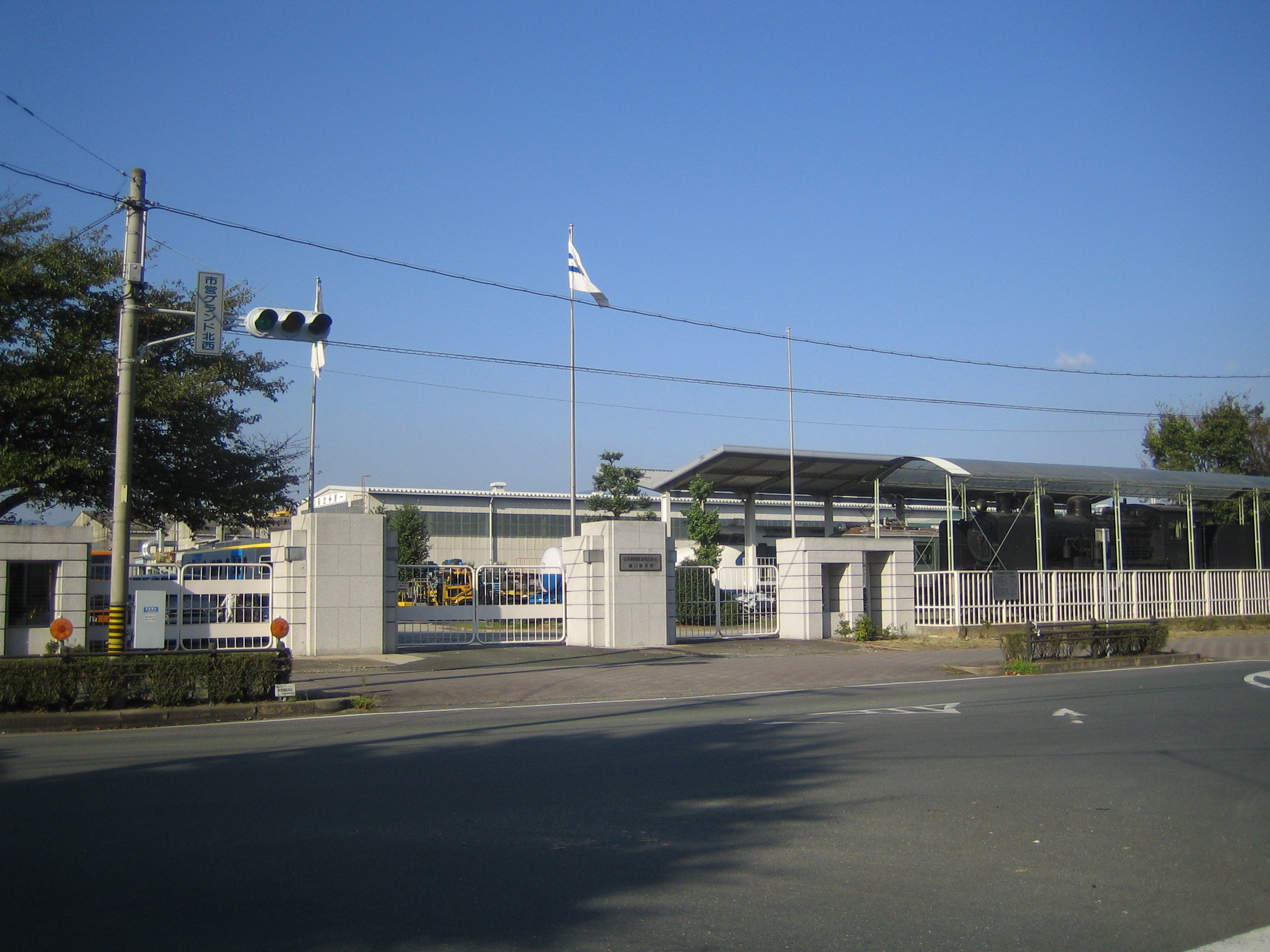
終点、体育館前交差点近くにある日本車輌豊川工場。

愛知県道400号豊橋豊川線（あいちけんどう400ごう とよはしとよかわせん）は、豊橋市北西部と豊川市中心部を結ぶ一般県道である。

## 概要
全線に渡って市街地を通り、東三河地区の主要都市である豊橋市と豊川市を結ぶ重要路線であるため交通量も多い。豊川市正岡町地内の拡幅が完成した現在、全区間が4車線道路であるが、一部では右側車線が右折専用であったり、右折車線がない交差点も多い。特に、豊川市の南大通4丁目交差点は北行きが直進2車線に右折・左折各1車線の計4車線に対して、豊橋に向かう南行きが直進・左折と右折の2車線のみ、直進先は暫く1車線という構造になっており、渋滞が発生しやすい。

### 路線データ
- 起点：愛知県豊橋市下地町（瀬上交差点）
- 終点：愛知県豊川市諏訪（体育館前交差点）
- 総延長：約6.2 km

## 沿革
- 1977年2月28日 認定[1]
  - 起点・豊川市南大通4丁目交差点間は国道151号から変更。

## 別名
- 豊川街道（豊橋市）
- 南大通（豊川市）

## 地理
起点は豊橋市の瀬上交差点である。逆に豊川から豊橋に向かう場合、この交差点は左車線が左折専用のため注意が必要である。出発して豊川市に入るまで、沿線には自動車販売店や自動車用品店など自動車関連の大型店が多く建ち並ぶ。そのためキャリアカーが停車していることも多い。豊橋変電所を左手に見ながら豊川放水路を渡ると、豊川市に入る。
右手にはクロスモール豊川（アクロス豊川跡地）という商業施設がある。かつては水田地帯であった低地のこの地区には現在大手家電量販店が集中しており、電気街さながらの感がある。そのほかにも映画館やボウリング場などの娯楽施設や、飲食店が多い。なお、映画館を核とする豊川コロナワールドは、改築のため一時閉鎖していたが2009年（平成21年）12月に営業を再開した。
飯田線の線路をくぐると、一段高い扇状地に上って牛久保地区となる。ここは中小の商店が多く、この路線の中間地点でもある。2013年に移転した豊川市民病院跡地にある商業集積・マチニワとよかわの前を通り、佐奈川を渡る。ここは桜並木になっており、春になると桜が美しい。また、川原には菜の花も咲く。
佐奈川を渡り、少し行くと名鉄豊川線の諏訪町駅がある。線路を渡ると諏訪地区に入る。ここは豊川市の市街地であり、市内でも特に賑わいのある地区である。
プリオが左手に見えてくると、終点の体育館前交差点に到着する。なお、体育館前交差点から先、市営グラウンド北西交差点までの約230mは豊川市道豊橋豊川線であり、ケヤキ並木になっている。ここには歩道に彫刻なども設置されており、「ふれあいプロムナード」と名付けられている。
突き当りは現在、日本車輌などが進出して穂ノ原工業団地となっているが、ここは戦前豊川海軍工廠が置かれており、本路線は同工廠と豊橋を結ぶ軍用道路として当時から整備されていた。現在も、終点から国道151号交点までは日本車輌で落成した車両が深夜にトレーラーで搬出される経路となっている。

### 通過する自治体
- 愛知県
  - 豊橋市
  - 豊川市

### 交差・接続する道路
- 国道1号（瀬上交差点、交差）
- 愛知県道387号清須下地線（瀬上交差点、直進）
- 愛知県道380号豊橋一宮線（下地町交差点）
- 豊橋市道下地町・大村町1号線（大賀里郵便局南交差点）
- 豊橋市道瓜郷町・長瀬町1号線（大村町橋元交差点）
- 豊川市道正岡牛久保線（正岡町流田交差点）
- 国道151号（城下交差点）
- 愛知県道495号宿谷川線（牛久保交差点）
- 寿通（豊川市道伊奈美和通線の西側、南大通2丁目交差点）
- 美和通（豊川市道伊奈美和通線の東側、南大通2丁目交差点）
- 千歳通（市道中通線、南大通4丁目交差点）
- 愛知県道373号金野豊川線（南大通4丁目交差点）
- 豊川市道中条二丁目南大通五丁目線・南大通五丁目新桜町通二丁目線（南大通5丁目北交差点）
- 愛知県道378号諏訪停車場線（南大通6丁目/諏訪3丁目：名鉄豊川線踏切）
- 豊川市道金塚下野川線（南大通6丁目/諏訪2丁目：名鉄豊川線踏切）
- 愛知県道5号国府馬場線（体育館前交差点、交差）
- 豊川市道豊橋豊川線（体育館前交差点、直進）

### 沿線
- オートバックス とよはし店
- パスタ・デ・ココ 豊橋下地店
- ザ・ダイソー 豊橋下地店
- セブン-イレブン 豊橋下地町店
- コメダ珈琲店 豊橋下地店
- アップガレージ 豊橋店
- ユニクロ 豊橋大村店
- くら寿司 豊橋大村店
- 中部電力パワーグリッド 大村変電所
- 豊川放水路（正岡橋）
- クロスモール豊川
  - JOSHIN、スギ薬局、DCM、飲食店、衣料品店などが構成されるショッピングガーデン。アクロス豊川跡地。
- ケーズデンキ 豊川店
- エディオン 豊川店・ニトリ 豊川店
- 善光寺川（柳橋）
- ヤマダデンキ テックランド豊川店
- 丸源ラーメン 豊川店
- スターバックス 豊川下長山店
- 牛久保城址
- 市杵島姫神社
- 豊川市立牛久保小学校
- JR飯田線 牛久保駅
- 三河開化亭 豊川店
- マチニワとよかわ
- 豊川南大通郵便局
- なか卯 豊川南大通店
- 豊川市立南部中学校
- 餃子の王将 豊川南大通店
- 岡崎信用金庫 豊川支店
- 佐奈川（代田橋）
- サイゼリヤ 豊川南大通店
- 豊川市立中部小学校
- 名鉄豊川線 諏訪町駅
- 豊川信用金庫 諏訪支店
- 世界心道教本部
- 樋口病院
- プリオ（商業施設）
- 豊川郵便局
- 豊川警察署
- 豊川市消防本部
- 豊川公園
  - 豊川市総合体育館

## バス路線
この路線を起点から終点まで走るバス路線がある。
豊鉄バス
- 豊川線
- 新豊線
- 新宿・豊橋エクスプレス ほの国号（豊鉄バス・関東バス）
  - 2010年（平成22年）3月までは中部国際空港行き高速バスも存在していた（現在休止）。